# Championnat de Tunisie de football de cinquième division
 (mars 2019).
Le championnat de Tunisie de football de cinquième division (Ligue V) est une compétition de football tunisienne divisée en huit ligues géographiques (Cap Bon, Nord, Nord-Ouest, Centre, Centre-Est, Sud, Sud-Est et Sud-Ouest).
Elle existe à partir de la saison 2005-2006 et porte le nom de division 1 ou division régionale. ; seule la ligue de Tunis disposait auparavant d'une cinquième division. Au cours de la réunion ordinaire de la Fédération tunisienne de football du 18 mai 2012, les clubs votent la suppression de cette division et l'accession automatique de tous les clubs en quatrième division (Ligue IV) qui compte désormais douze poules. 
Le premier de chaque poule est automatiquement promu en Ligue IV. 

## Palmarès
Ligue régionale Tunis
- 2006 : Avenir sportif de Mohamedia
- 2007 : Étoile sportive de Radès
- 2008 : Club sportif de Fouchana
- Fusion avec la Ligue régionale Cap Bon

Ligue régionale Cap Bon
- 2006 : Club sportif de Menzel Bouzelfa
- 2007 : Avenir sportif de Soliman
- 2008 : Espoir sportif de Tazerka
- Fusion avec la Ligue régionale Tunis

Ligue régionale Tunis Cap Bon
- 2009 : Jeunesse sportive de La Soukra
- 2010 : Union sportive de Borj Cédria
- 2011 : Football Club de Menzel Temime
- 2012 : Association sportive d'El Batan et Union sportive de Djebel Jelloud

Ligue régionale Nord
- 2006 : Éclair de Testour
- 2007 : Étoile sportive khemirienne
- 2008 : Tinja Sports
- 2009 : Union sportive de Djedeida
- 2010 : El Alia Sports
- 2011 : Club medjezien
- 2012 : Tinja Sports

Ligue régionale Nord Ouest
- 2006 : Étoile sportive de Tajerouine
- 2007 : Football Club de Jérissa
- 2008 : Club sportif de Rouhia
- 2009 : Safiat sportive El Ksour
- 2010 : Étoile sportive de Gaâfour
- 2011 : Réussite sportive de Sbiba
- 2012 : Club sportif de Rouhia

Ligue régionale Centre
- 2006 : Espoir sportif de Haffouz
- 2007 : Étoile sportive de Oueslatia
- 2008 : Lion sportif de Ksibet-Sousse
- 2009 : Étoile sportive de Bouficha
- 2010 : Stade soussien
- 2011 : Espoir sportif de Haffouz
- 2012 : Club sportif de Messaadine

Ligue régionale Centre-Est
- 2006 : Nasr sportif de Touza
- 2007 : Gazelle sportive de Bekalta
- 2008 : Aigle sportif de Téboulba
- 2009 : Union sportive de Ksibet el-Médiouni
- 2010 : Union sportive de Ksour Essef
- 2011 : Club sportif de Bembla
- 2012 : Chihab sportif de Ouerdanine

Ligue régionale Sud
- 2006 : Étoile sportive d'El Jem
- 2007 : Aigle sportif de Jilma
- 2008 : Club Ahly de Sfax + Progrès sportif de Sakiet Eddayer
- 2009 : Avenir sportif de Mahrès
- 2010 : Club sportif de Hazeg
- 2011 : Progrès sportif de Sakiet Eddaïer
- 2012 : Club Ahly de Sfax

Ligue régionale Sud-Est
- 2006 : Astre sportif de Souk Lahad
- 2007 : Widad sportif d'El Hamma
- 2008 : Espoir sportif de Bouchemma
- 2009 : Union sportive métouienne
- 2010 : Mareth Sport
- 2011 : Jeunesse sportive de Oudhref
- 2012 : Union sportive de Tataouine

Ligue régionale Sud-Ouest
- 2006 : Croissant sportif de Redeyef
- 2007 : Stade sportif gafsien
- 2008 : Flèche sportive de Gafsa-Ksar
- 2009 : Club sportif de Nefta
- 2010 : Avenir sportif de Lala
- 2011 : Mine sportive de Métlaoui
- 2012 : Barrage sportif de Tameghza